# 乔尔·什班巴
乔尔·奥马利·什班巴（Joël Omari Tshibamba，1988年9月22日—），是一名拥有民主刚果和荷兰双重国籍的足球运动员，现在效力于丹麦足球超级联赛球队斯莱格思，司职前锋。

## 俱乐部生涯
什班巴在荷兰足球甲级联赛球队NEC奈梅亨接受专业足球训练，2008年5月，他在争夺欧盟杯入场券的附加赛NEC奈梅亨对阵格罗宁根的比赛中上演职业生涯的首秀。2009/10赛季，他被送往荷兰足球乙级联赛球队奥斯锻炼，但由于球员纪律问题，半个赛季后就被提前送回NEC奈梅亨。
2010年1月5日，什班巴被NEC奈梅亨解约，一个月后自由转会加盟波兰球队格丁尼亚阿尔卡。 他在2009/10赛季剩余的比赛中出场12次，射进5球，帮助球队保级成功。2010年7月17日，什班巴转会卫冕冠军波茲南萊克。当年10月，他在波兹南莱克1比3不敌曼城的欧联杯比赛中射进一球，但这也是为球队射进的唯一一个进球。
2011年1月，什班巴在冬季转会期被租借到希腊足球超级联赛球队拉里萨，虽然没有帮助球队保级成功，但在夏季他还是和球队正式签约4年。2012年2月，他凭借在希腊甲级联赛上半赛季的出色表现，被俄罗斯足球超级联赛球队萨马拉苏维埃之翼相中并加盟球队。但他在俄罗斯的经历并不成功，在代表球队出场的五场联赛比赛颗粒无收，夏季又回到拉里萨。2012年圣诞节，什班巴突然离开球队，并拒绝归队训练，之后和球队解约。
2013年2月25日，什班巴正式和中国足球甲级联赛球队河南建业签约。
2013年6月，河南建业结束休假重新集结后，什班巴没有按照要求归队而是自行延长了自己的假期，球队随即做出了将其下放到预备队的决定，什班巴并没服从处罚，最终被河南建业解约。
2013年8月13日，什班巴和丹麦足球超级联赛升班马斯莱格思签订一份两年的合同。